# Férolles
Férolles este o comună franceză situată în departamentul Loiret, în regiunea Centre-Val de Loire.

## Geografie

### Localizare
Comuna Férolles se află în partea de sud-vest a departamentului Loiret, în regiunea agricolă Val de Loire și în aria urbană a orașului Orléans. În linie dreaptă, este situată la 17,0 km de Orléans, prefectura departamentului, și la 3,6 km de Jargeau, fostul centru de canton de care a aparținut comuna înainte de martie 2015.

### Comune limitrofe
| Darvoy                  | Jargeau       | Ouvrouer-les-Champs               |
| Sandillon               |               | Ouvrouer-les-Champs               |
| Sandillon Vienne-en-Val | Vienne-en-Val | Ouvrouer-les-Champs Vienne-en-Val |

### Geologie
Férolles se află în jumătatea sudică a bazinului parizian.

### Climă
În 2010, clima comunei este de tip oceanic degradat specific câmpiilor din Centru și Nord, conform unui studiu realizat de Centrului Național de Cercetare Științifică (CNRS) bazat pe o serie de date din perioada 1971-2000. În 2020, Météo-France publică o tipologie a climei din Franța metropolitană, în care comuna este expusă unui climat oceanic alterat și se află în regiunea climatică Valea medie a Loarei, caracterizată printr-o bună insolație (1.850 ore/an) și veri puțin ploioase.
Pentru perioada 1971-2000, temperatura anuală medie este de 10,9 °C, cu o amplitudine termică anuală de 15,2 °C. Cumulul anual mediu de precipitații este de 678 mm, cu 10,8 zile de precipitații în ianuarie și 7,2 zile în iulie. Pentru perioada 1991-2020, temperatura medie anuală observată la stația meteorologică Météo-France cea mai apropiată, situată în comuna Saint-Benoît-sur-Loire la 15 km distanță în linie dreaptă, este de 12,0 °C, iar cantitatea medie anuală de precipitații este de 687,0 mm.
Pentru viitor, parametrii climatici estimati pentru comună pentru anul 2050, conform diferitelor scenarii de emisii de gaze cu efect de seră, pot fi consultati pe un site dedicat publicat de Météo-France în noiembrie 2022.

### Hidrografie
Trei râuri – Ousson, Marmagne și Dhuy – traversează teritoriul comunei.

## Urbanism

### Tipologie
La 1 ianuarie 2024, Férolles este clasificată drept sat rural (bourg rural), conform noii grile comunale de densitate în șapte niveluri, definită de INSEE (Institutul Național de Statistică și Studii Economice) în 2022. Comuna este situată în afara unei unități urbane. În plus, comuna face parte din zona metropolitană a orașului Orléans, fiind o comună de coroană. Această zonă, care include 136 de comune, este clasificată în categoria zonelor cu o populație între 200.000 și mai puțin de 700.000 de locuitori.

### Utilizarea terenurilor
Structura utilizării terenurilor din comuna Férolles, conform bazei de date europene privind ocuparea biofizică a solurilor Corine Land Cover (CLC), este caracterizată prin predominanța terenurilor agricole (95,1 % în 2018), în scădere față de 1990 (96,6 %). Distribuția detaliată în 2018 este următoarea: terenuri arabile (92,9 %), zone urbanizate (4,5 %), terenuri agricole heterogene (2,3 %) și păduri (0,3 %). Evoluția ocupării terenurilor în comună și a infrastructurilor sale poate fi observată pe diferitele reprezentări cartografice ale teritoriului: harta Cassini (secolul XVIII), harta de stat-major (1820-1866) și hărțile sau fotografiile aeriene ale IGN pentru perioada actuală (1950 până în prezent).

## Toponimie
Provine din latinescul târziu ferrum („fier”), cu sufixul diminutiv -eola.
Este atestat sub forma in villa Ferreolarum în anul 1196, provenind din latinescul târziu (fabricas) ferriolas, adică „(fierării) de fier”.

## Istorie

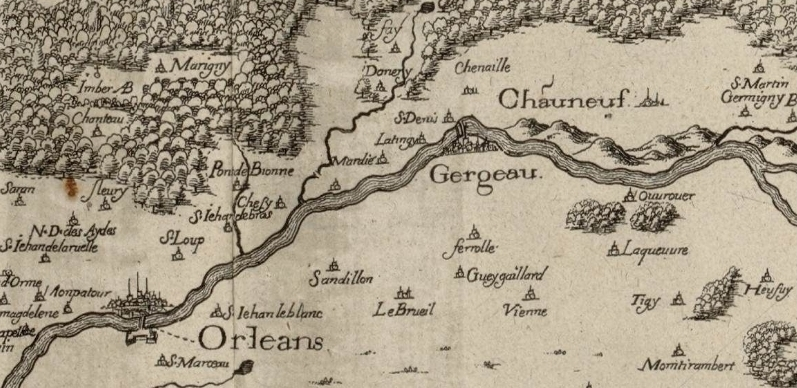
Férolles, La Queuvre și Gué-Gaillard apar pe o hartă Cassini din 1634 care reprezintă ducatul Orléans.

Comuna a fost, încă din timpuri vechi, un loc de schimb și de prelucrare a fierului, de unde s-ar fi tras și numele său.
În anul 1818, Férolles s-a unit cu comuna La Queuvre printr-un proces de fuziune.
În anul 1858, vase sacre din secolele al XVI-lea și al XVII-lea au fost descoperite în vechea localitate La Queuvre.

## Populația și societatea

### Date demografice
Evoluția numărului de locuitori este cunoscută prin recensămintele populației efectuate în comună începând din 1793. Pentru comunele cu mai puțin de 10 000 de locuitori, un recensământ al întregii populații este realizat la fiecare cinci ani, populațiile legale pentru anii intermediari fiind estimate prin interpolare sau extrapolare.
În 2022, comuna număra 1 134 locuitori, în creștere cu +2,34 % față de 2016 (Loiret: +1,89 %, Franța fără Mayotte: +2,11 %).
| An        | 1793 | 1821 | 1841 | 1851 | 1876 | 1886 | 1901 | 1921 | 1936 | 1962 | 1982 | 2006  | 2014  | 2022  |
| --------- | ---- | ---- | ---- | ---- | ---- | ---- | ---- | ---- | ---- | ---- | ---- | ----- | ----- | ----- |
| Populație | 376  | 648  | 727  | 786  | 860  | 850  | 768  | 658  | 574  | 608  | 954  | 1 123 | 1 196 | 1 134 |

## Patrimoniu

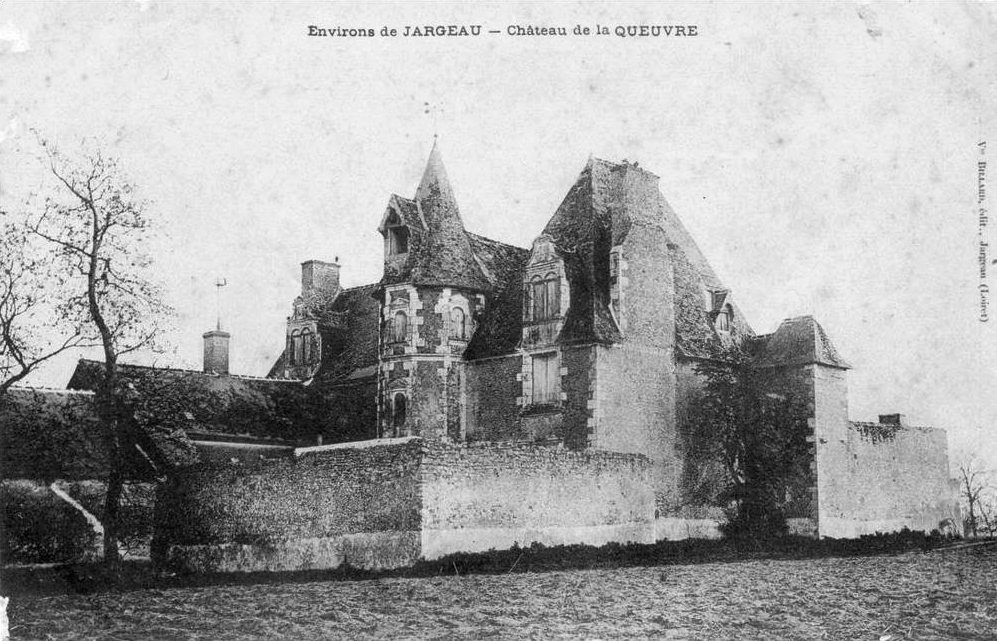
Castelul La Queuvre.

- Biserica Saint-Pierre datează din anul 1861; planurile au fost realizate de arhitectul Hyacinthe Boulard[30]. În interiorul ei se află mai multe tablouri, printre care Adormirea Maicii Domnului (L'Assomption de la Vierge) de Jehan Senelle, datând din 1668 și clasat monument istoric din 1992.
- Castelul La Queuvre, construit în secolele al XV-lea și al XVI-lea, este înscris în inventarul monumentelor istorice din 12 ianuarie 1931[31]. A avut onoarea de a-l găzdui pentru o noapte pe regele Ludovic al XIV-lea[23].
- Castelul du Gué-Gaillard, datând din secolele al XVIII-lea și al XIX-lea, a fost modificat și restaurat în secolele al XIX-lea și al XX-lea. Aripile din nord-est și sud-est au fost demolate după anul 1832[32].
- Satul cuprinde două cruci de drum din fier, cel mai probabil din secolul al XIX-lea: una în locul numit Croix des Folies[33], cealaltă în locul numit Les Places[34].
- Fiind un fost sat de viticultori, comitetul de sărbători din Férolles organizează în fiecare an o celebrare a Sfântului Vincențiu, patronul viticultorilor.